# Caccia (piève)
Pour les articles homonymes, voir Caccia.
Caccia (en corse : Caccia [ˈkattʃa]) est une ancienne piève de Corse. Située dans le nord de l'île, elle relevait de la province de Bastia sur le plan civil et du diocèse de Mariana sur le plan religieux.

## Géographie

### Situation et relief

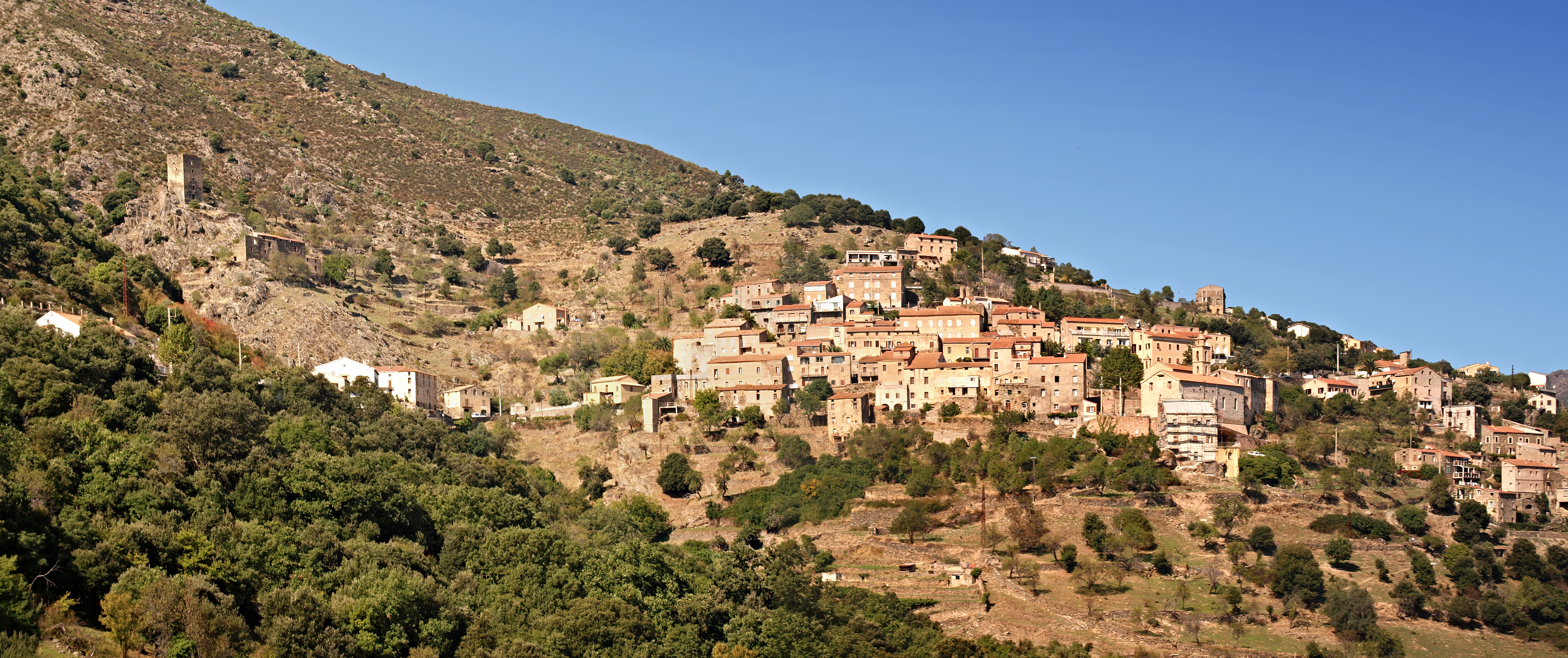
Village de Castifao, centre de la piève.

La piève de Caccia occupe la basse vallée de la Tartagine et la totalité de la vallée d'Asco. Cette dernière compte la majorité des plus hauts sommets de l'île (dont le Monte Cinto, point culminant de la Corse avec ses 2 706 mètres) qu'elle partage avec le Niolo et le Filosorma.
La piève de Caccia est délimitée au sud par le contrefort du Monte Cinto (2 706 m), point culminant de l'île, au-delà duquel s'étale le Niolo (haute vallée du Golo). Ce contrefort s'étend à l'est jusqu'aux aiguilles de Popolasca, entre Niolo, Caccia et Giovellina, celle-ci se trouvant de l'autre côté des Bocca Tiagna et Bocca a Croce. La piève est barrée au sud-ouest par la chaîne centrale qui la sépare du Filosorma au niveau notamment de la Punta Minuta, tripoint entre Caccia, Niolo et Filosorma. La chaîne centrale se poursuit au nord de la Muvrella (2 148 m). Au-delà de celle-ci, on trouve la Balagne. Puis, s'échappant à l'est de la chaîne, le contrefort du Monte Padro (2 390 m) constitue la limite entre Caccia et Giussani (haute vallée de la Tartagine). En basse vallée de la Tartagine, Castifao surveille l'accès au col de Sainte-Marie et à la piève de Canale. La Tartagine constitue ensuite la limite orientale de la piève, jusqu'aux abords de Ponte-Leccia.

### Constitution
Le territoire de l'ancienne piève de Caccia correspond aux territoires des communes actuelles de :
- Castifao ;
- Moltifao ;
- Asco.

La commune de Canavaggia fit longtemps partie de la piève, avant d'être rattachée à celle de Costiera au XIXe siècle.

### Pièves limitrophes
La piève de Caccia avait pour pièves limitrophes :

## Histoire

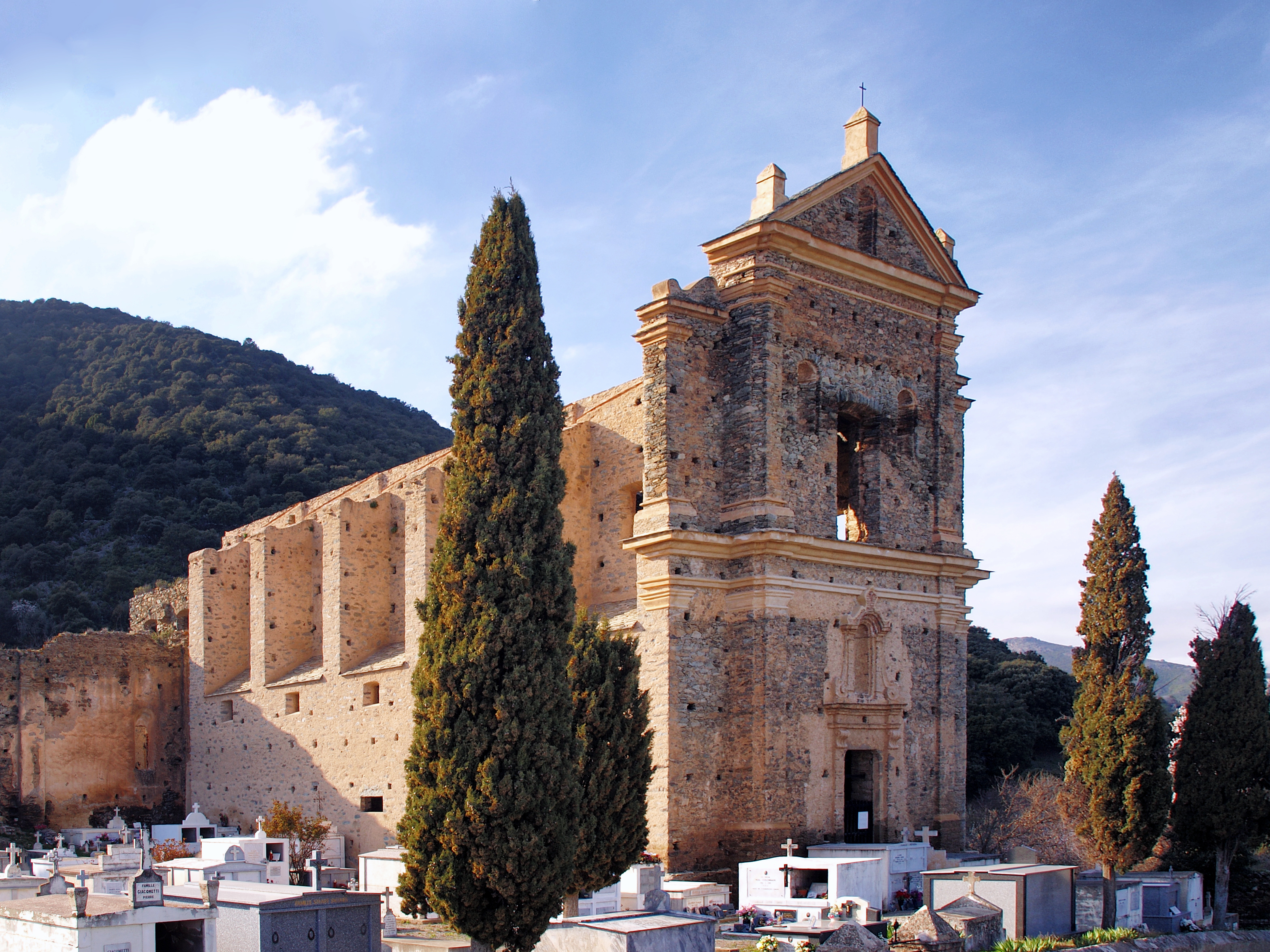
Ancien couvent de Caccia.

Au XIe siècle, les marquis de Massa di Corsica, appauvris par leur accroissement et affaiblis par les luttes contre leurs anciens vassaux (seigneurs de Speloncato, de Loreto, etc.), possédaient encore en 1250, les pièves de Giussani (Olmi-Cappella), Ostricone (Belgodère), Caccia (Castifao), etc.
Vers 1520, la piève de Cachia (telle était son orthographe à l'époque), comptait environ 3 500 habitants (avec Petralba). Les lieux habités avaient pour nom :
- la Petrella, Pietrera, hameau de Castifao, avec son église San Nicolao di Petrera di Caccia,
- Castifao, village actuel de Castifao ;
- la Roma ;
- la Paganosa, hameau de Castifao avec la tour Paganosa (1606) ruinée ;
- le Piazze, hameau de Castifao ;
- Moltifao, village actuel de Moltifao, avec son église San Cesario di Moltifao ;
- Cheta, village ruiné sur les hauteurs à l'ouest du village de Moltifao ;
- Merezoli, Merozzini hameau au nord-ouest du village de Moltifao ;
- Campolato, Campreti hameau au sud du village de Moltifao ;
- lo Borgo, Borgo, hameau au nord de Moltifao, avec son église San Quilico del Borgho ;
- Sevola, Sepula ou Sebola, village et son église Santa Cecilia di Sebola, ruinés, à près de 3 km « à vol d'oiseau » à l'ouest de Moltifao, à 900 m d'altitude (sur le sentier de grande randonnée L'Île-Rousse-Corte) ;
- Asco, village actuel de Asco, avec son église San Angelo d'Asco ;
- Canavaggia, village actuel de Canavaggia, avec son église Santa Maria di Canavachia ;
- la Costa, Costa Roda, hameau de Canavaggia, avec son église San Martino delle Coste.

Au XVIe siècle, au cours de la guerre entre Gênes alliée de Charles Quint, et la France alliée aux Turcs qui se termina en 1559, par le traité de Cateau-Cambrésis (la Corse est rendue à Gênes), 123 villages de Casacconi, Costiera, Caccia, Tavagna et Moriani ont été ruinés par les Génois.

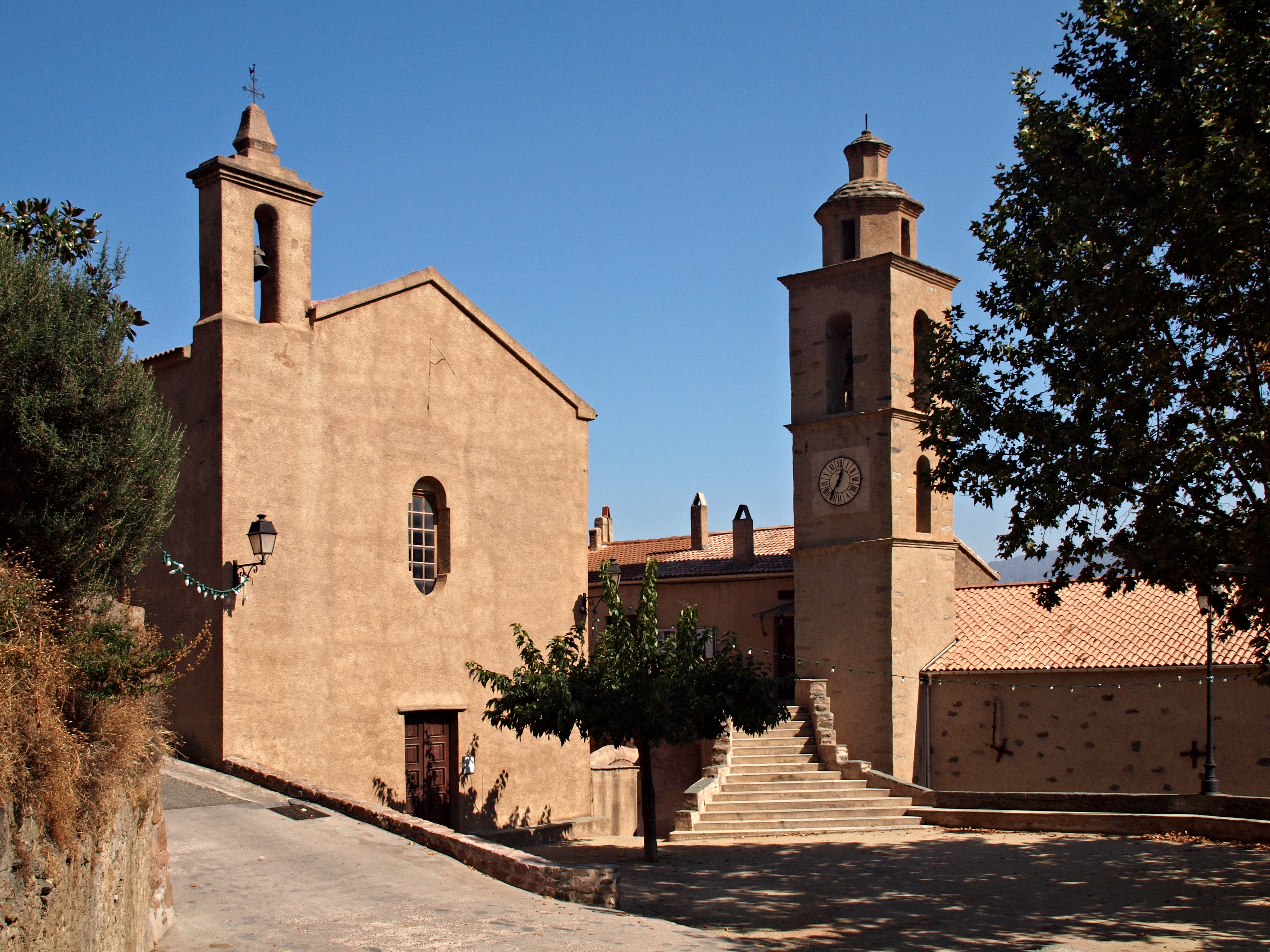
San Nicolaiu.

Au XVIIIe siècle, durant la grande révolte des Corses contre l'occupant génois qui dura de 1729 à 1769, la piève a pris une part active aux événements. Plusieurs consultes et réunions secrètes se sont tenues au couvent de Caccia.

### Piève civile
Avant de passer sous administration française en 1769, 'la piève de Caccia relevait de la province de Bastia. La Corse était alors divisée en 10 provinces et 4 fiefs : 6 provinces du « Deçà des monts », Capo Corso, Calvi, Bastia, Balagna, Aléria, et Corte, et 4 du « Delà des monts », Vico, Aiaccio, Sartène, et Bonifacio. 3 fiefs sont au Cap Corse : Nonza, Brando, et Canari, et 1 du « Delà des monts », le fief d'Istria,).
La juridiction de Bastia était composée de 19 pièves, comprenant les 5 de la juridiction et province du Nebbio (Patrimonio, Oletta, Olmeta, Santo Pietro et San Quilico), et Lota, Pietrabugno, Orto, Marana, Bigorno, Caccia, Pietralba, Casacconi, Rostino, Casinca, Tavagna, Ampugnani, Orezza et Moriani.
Bastia était la résidence du gouverneur général de l'île.
Au début du XVIIIe siècle, avant les événements qui, dès 1729, agitèrent cette région pendant la grande révolte des Corses contre Gênes, l’abbé Francesco Maria Accinelli à qui Gênes avait demandé d'établir à des fins militaires la liste des pièves avec une estimation des populations à partir des registres paroissiaux, avait rapporté (texte en italien) : « Giudisditione della Bastia : V. Pieve di Caccia : Piazze, Petrera, Casesoprane, e Casesottane, con Castifalo 461. Moltifalo 374. Asco 532. Canovagie, e Coste 295 ». Selon ses estimations, la piève de Caccia (di quà da monti) comptait 1 662 habitants ; et selon le capitaine allemand Woght, la piève de Caccia comptait 100 hommes susceptibles de porter les armes. 
« Caccia, molto più ne facevano altre volte mai le Guerre, e le Ribellioni dell’Isola le hanno di molto diminuite. Le ville di Caccia sono : Piazza, Petrera, Casesoprane, Castifalo, Moltifalo, Asco, Canovaggie, Coste, Borgo, Torre, e Carpeneti... In Caccia evvi un Convento di Frati minori, e con questa pieve termina la Giurisditione della Bastia separata da quella di Balagna dal monte Tende, e dal fiume Ostricone. ». 

### Piève religieuse
Religieusement, Caccia était rattachées aux diocèses unis de Mariana et Accia qui comptait 18 pièves en 1788 : Ampugnani, Bigorno, Brando, Canale, Lama (Ostriconi), Casacconi, Casinca, Giussani, Lota (Pietrabugno), Luri, Marana, Moriani, Orto, Rustinu, Santo Andrea, Tavagna, Tuani (Paraso). 
En 1790, les anciennes communautés ou paroisses prennent le nom de communes. La piève de Caccia devient le canton de Caccia, renommé en 1828 canton de Castifao. En 1874, la commune de Canavaggia est distraite du canton de Castifao et rattachée au canton de Campitello (ancienne piève de Costiera).
La Corse qui comptait auparavant cinq diocèses : Aiacciu, Aleria, Bastia, Mariana et Nebbiu, le 7 juillet 1790 n’aura plus qu’un seul évêque dont le siège est fixé à Bastia par l'Assemblée nationale.

#### L'église piévane
L'église piévane de Caccia semble être l'église de Santu Petru, située sur la commune de Canavaggia. Dans son ouvrage Les Eglises romanes de Corse (Klincksiek, CNRS, 1967), Geneviève Moracchini-Mazel rapporte que ce vocable s'est perdu mais que subsiste le lieu-dit Pieve (mentionné par les cartes IGN). On y accède par 25 min de marche depuis le Ponte Rossu.
On peut toujours voir une maisonnette ruinée dont les pierres proviennent de l'ancienne église de Santu Petru. Les belles dalles de granit et de schiste, les larges pierres et un linteau témoignent de l'existence d'une ancienne église non loin de là.
D'après Geneviève Moracchini-Mazel, le style de cette maçonnerie est assez ancien et semble dater de la fin du Xe siècle.
En fin du XXe siècle, l'église Santa Maria (Pietralba) placée sur le col d'entrée de la vallée de l'Ostriconi, est présentée comme il titolare di tutta la pieve di Caccia e di Pietralba. « L'église et le couvent San Francesco di Caccia sont placés dans un rapport hiérarchique qui confirme, invente, amplifie un rapport géographique et humain puissant unissant l'Ouest maritime au sillon central, à la Castagniccia. ».